# Rodrigo D: No futuro
Rodrigo D: No futuro è un film del 1990 diretto da Víctor Gaviria.
Fu presentato in concorso al Festival di Cannes 1990.